# Temporada da NFL de 2004
A Temporada de 2004 da NFL foi a 85ª temporada regular do futebol americano profissional da National Football League dos EUA. Terminou com o New England Patriots como campeões, com a temporada regular indo de 4 de setembro de 2004 a 2 de janeiro de 2005. Com os furacões atingindo a costa americana, o Miami Dolphins foi forçado a adiar dois jogos em casa: um contra o Tennessee Titans disputado em um sábado para evitar a o Furacão Ivan, e o jogo contra o Pittsburgh Steelers em um domingo foi adiado para evitar o Furacão Jeanne.
Os playoffs começaram em 8 de janeiro e terminaram com nova vitória de New England como campeões da NFL quando derrotaram o Philadelphia Eagles no Super Bowl XXXIX, no ALLTEL Stadium em Jacksonville, Flórida em 6 de fevereiro.

## Classificação
V = Vitórias, D = Derrotas, E = Empates, PCT = porcentagem de vitórias, PF= Pontos feitos, PS = Pontos sofridos
Classificados para os playoff estão marcados em verde
| AFC East                 |    |    |   |      |     |     |
| Time                     | V  | D  | E | PCT  | PF  | PS  |
| (2) New England Patriots | 14 | 2  | 0 | .875 | 437 | 260 |
| (5) New York Jets        | 10 | 6  | 0 | .625 | 333 | 261 |
| Buffalo Bills            | 9  | 7  | 0 | .562 | 395 | 284 |
| Miami Dolphins           | 4  | 12 | 0 | .250 | 275 | 354 |
| AFC North                |    |    |   |      |     |     |
| Time                     | V  | D  | E | PCT  | PF  | PS  |
| (1) Pittsburgh Steelers  | 15 | 1  | 0 | .938 | 372 | 251 |
| Baltimore Ravens         | 9  | 7  | 0 | .562 | 317 | 268 |
| Cincinnati Bengals       | 8  | 8  | 0 | .500 | 374 | 372 |
| Cleveland Browns         | 4  | 12 | 0 | .250 | 276 | 390 |
| AFC South                |    |    |   |      |     |     |
| Time                     | V  | D  | E | PCT  | PF  | PS  |
| (3) Indianapolis Colts   | 12 | 4  | 0 | .750 | 522 | 351 |
| Jacksonville Jaguars     | 9  | 7  | 0 | .562 | 261 | 280 |
| Houston Texans           | 7  | 9  | 0 | .438 | 309 | 339 |
| Tennessee Titans         | 5  | 11 | 0 | .312 | 344 | 439 |
| AFC West                 |    |    |   |      |     |     |
| Time                     | V  | D  | E | PCT  | PF  | PS  |
| (4) San Diego Chargers   | 12 | 4  | 0 | .750 | 446 | 313 |
| (6) Denver Broncos       | 10 | 6  | 0 | .625 | 381 | 304 |
| Kansas City Chiefs       | 7  | 9  | 0 | .438 | 483 | 435 |
| Oakland Raiders          | 5  | 11 | 0 | .312 | 320 | 442 |

| NFC East                |    |    |   |      |     |     |
| Time                    | V  | D  | E | PCT  | PF  | PS  |
| (1) Philadelphia Eagles | 13 | 3  | 0 | .812 | 386 | 260 |
| New York Giants         | 6  | 10 | 0 | .375 | 303 | 347 |
| Dallas Cowboys          | 6  | 10 | 0 | .375 | 293 | 405 |
| Washington Redskins     | 6  | 10 | 0 | .375 | 240 | 265 |
| NFC North               |    |    |   |      |     |     |
| Time                    | V  | D  | E | PCT  | PF  | PS  |
| (3) Green Bay Packers   | 10 | 6  | 0 | .625 | 424 | 380 |
| (6) Minnesota Vikings   | 8  | 8  | 0 | .500 | 405 | 395 |
| Detroit Lions           | 6  | 10 | 0 | .375 | 296 | 350 |
| Chicago Bears           | 5  | 11 | 0 | .312 | 231 | 331 |
| NFC South               |    |    |   |      |     |     |
| Time                    | V  | D  | E | PCT  | PF  | PS  |
| (2) Atlanta Falcons     | 11 | 5  | 0 | .688 | 340 | 337 |
| New Orleans Saints      | 8  | 8  | 0 | .500 | 348 | 405 |
| Carolina Panthers       | 7  | 9  | 0 | .438 | 355 | 339 |
| Tampa Bay Buccaneers    | 5  | 11 | 0 | .312 | 301 | 304 |
| NFC West                |    |    |   |      |     |     |
| Time                    | V  | D  | E | PCT  | PF  | PS  |
| (4) Seattle Seahawks    | 9  | 7  | 0 | .562 | 371 | 373 |
| (5) St. Louis Rams      | 8  | 8  | 0 | .500 | 319 | 392 |
| Arizona Cardinals       | 6  | 10 | 0 | .375 | 284 | 322 |
| San Francisco 49ers     | 2  | 14 | 0 | .125 | 259 | 452 |

Desempate
- Indianapolis terminou em 3º na AFC ao invés de San Diego pois venceu no confronto direto (1-0).

- N.Y. Jets terminou em 5º na AFC ao invés de Denver baseado em um melhor desempenho contra adversários em comum (5-0 contra 3-2).

- St. Louis terminou em 5º na NFC ao invés de Minnesota ou New Orleans baseado em uma campanha melhor dentro da conferência (7-5 contra 5-7 de Minnesota, e 6-6 de New Orleans).

- Minnesota terminou em 6º na NFC ao invés de New Orleans pois venceu no confronto direto (1-0).

- N.Y. Giants terminou a frente de Dallas e de Washington na NFC East pois venceu no confronto direto (3-1 contra 2-2 de Dallas, e contra 1-3 de Washington).

- Dallas terminou a frente de Washington na NFC East pois venceu no confronto direto (2-0).

## Playoffs
|  |                                 |                                 |                                 |                  |                  |                                  |                                         |                                  |                             |                             |                             |                                         |                                         |                                         |  |  |  |  |
|  | 9 de janeiro - RCA Dome         | 9 de janeiro - RCA Dome         | 9 de janeiro - RCA Dome         |                  |                  | 16 de janeiro - Gillette Stadium | 16 de janeiro - Gillette Stadium        | 16 de janeiro - Gillette Stadium |                             |                             |                             |                                         |                                         |                                         |  |  |  |  |
|  | 9 de janeiro - RCA Dome         | 9 de janeiro - RCA Dome         | 9 de janeiro - RCA Dome         |                  |                  | 16 de janeiro - Gillette Stadium | 16 de janeiro - Gillette Stadium        | 16 de janeiro - Gillette Stadium |                             |                             |                             |                                         |                                         |                                         |  |  |  |  |
|  | 9 de janeiro - RCA Dome         | 9 de janeiro - RCA Dome         | 9 de janeiro - RCA Dome         |                  |                  | 16 de janeiro - Gillette Stadium | 16 de janeiro - Gillette Stadium        | 16 de janeiro - Gillette Stadium |                             |                             |                             |                                         |                                         |                                         |  |  |  |  |
|  | 9 de janeiro - RCA Dome         | 9 de janeiro - RCA Dome         | 9 de janeiro - RCA Dome         |                  |                  | 16 de janeiro - Gillette Stadium | 16 de janeiro - Gillette Stadium        | 16 de janeiro - Gillette Stadium |                             |                             |                             |                                         |                                         |                                         |  |  |  |  |
|  | 6                               | Denver                          | 24                              |                  |                  | 16 de janeiro - Gillette Stadium | 16 de janeiro - Gillette Stadium        | 16 de janeiro - Gillette Stadium |                             |                             |                             |                                         |                                         |                                         |  |  |  |  |
|  | 6                               | Denver                          | 24                              | 3                | Indianapolis     | 3                                |                                         |                                  |                             |                             |                             |                                         |                                         |                                         |  |  |  |  |
|  | 3                               | Indianapolis                    | 49                              | 3                | Indianapolis     | 3                                |                                         |                                  | 23 de janeiro - Heinz Field | 23 de janeiro - Heinz Field | 23 de janeiro - Heinz Field |                                         |                                         |                                         |  |  |  |  |
|  | 3                               | Indianapolis                    | 49                              | 2                | New England      | 20                               |                                         |                                  | 23 de janeiro - Heinz Field | 23 de janeiro - Heinz Field | 23 de janeiro - Heinz Field |                                         |                                         |                                         |  |  |  |  |
|  |                                 |                                 |                                 | 2                | New England      | 20                               |                                         |                                  | 23 de janeiro - Heinz Field | 23 de janeiro - Heinz Field | 23 de janeiro - Heinz Field |                                         |                                         |                                         |  |  |  |  |
|  | AFC                             |                                 |                                 |                  |                  |                                  |                                         |                                  | 23 de janeiro - Heinz Field | 23 de janeiro - Heinz Field | 23 de janeiro - Heinz Field |                                         |                                         |                                         |  |  |  |  |
|  | 8 de janeiro - Qualcomm Stadium | 8 de janeiro - Qualcomm Stadium | 8 de janeiro - Qualcomm Stadium | 2                | New England      | 41                               |                                         |                                  |                             |                             |                             |                                         |                                         |                                         |  |  |  |  |
|  | 8 de janeiro - Qualcomm Stadium | 8 de janeiro - Qualcomm Stadium | 8 de janeiro - Qualcomm Stadium | 2                | New England      | 41                               | 15 de janeiro - Heinz Field             |                                  |                             |                             |                             |                                         |                                         |                                         |  |  |  |  |
|  | 8 de janeiro - Qualcomm Stadium | 8 de janeiro - Qualcomm Stadium | 8 de janeiro - Qualcomm Stadium |                  | 1                | Pittsburgh                       | 27                                      |                                  |                             |                             |                             |                                         |                                         |                                         |  |  |  |  |
|  | 8 de janeiro - Qualcomm Stadium | 8 de janeiro - Qualcomm Stadium | 8 de janeiro - Qualcomm Stadium |                  | 1                | Pittsburgh                       | 27                                      |                                  |                             |                             |                             |                                         |                                         |                                         |  |  |  |  |
|  | 5                               | N.Y. Jets                       | 20*                             | Campeão da AFC   | Campeão da AFC   | Campeão da AFC                   |                                         |                                  |                             |                             |                             |                                         |                                         |                                         |  |  |  |  |
|  | 5                               | N.Y. Jets                       | 20*                             | Campeão da AFC   | Campeão da AFC   | Campeão da AFC                   | 5                                       | N.Y. Jets                        | 17                          |                             |                             |                                         |                                         |                                         |  |  |  |  |
|  | 4                               | San Diego                       | 17                              | Campeão da AFC   | Campeão da AFC   | Campeão da AFC                   | 5                                       | N.Y. Jets                        | 17                          |                             |                             | 6 de fevereiro - ALLTEL Stadium         | 6 de fevereiro - ALLTEL Stadium         | 6 de fevereiro - ALLTEL Stadium         |  |  |  |  |
|  | 4                               | San Diego                       | 17                              | Campeão da AFC   | Campeão da AFC   | Campeão da AFC                   | 1                                       | Pittsburgh                       | 20*                         |                             |                             | 6 de fevereiro - ALLTEL Stadium         | 6 de fevereiro - ALLTEL Stadium         | 6 de fevereiro - ALLTEL Stadium         |  |  |  |  |
|  | Playoffs de Wild Card           |                                 |                                 |                  |                  |                                  | 1                                       | Pittsburgh                       | 20*                         |                             |                             | 6 de fevereiro - ALLTEL Stadium         | 6 de fevereiro - ALLTEL Stadium         | 6 de fevereiro - ALLTEL Stadium         |  |  |  |  |
|  | Playoffs de Divisão             |                                 |                                 |                  |                  |                                  |                                         |                                  |                             |                             |                             | 6 de fevereiro - ALLTEL Stadium         | 6 de fevereiro - ALLTEL Stadium         | 6 de fevereiro - ALLTEL Stadium         |  |  |  |  |
|  | 8 de janeiro - Qwest Field      | 8 de janeiro - Qwest Field      | 8 de janeiro - Qwest Field      | A2               | New England      | 24                               |                                         |                                  |                             |                             |                             |                                         |                                         |                                         |  |  |  |  |
|  | 8 de janeiro - Qwest Field      | 8 de janeiro - Qwest Field      | 8 de janeiro - Qwest Field      | A2               | New England      | 24                               | 15 de janeiro - Georgia Dome            |                                  |                             |                             |                             |                                         |                                         |                                         |  |  |  |  |
|  | 8 de janeiro - Qwest Field      | 8 de janeiro - Qwest Field      | 8 de janeiro - Qwest Field      |                  | N1               | Philadelphia                     | 21                                      |                                  |                             |                             |                             |                                         |                                         |                                         |  |  |  |  |
|  | 8 de janeiro - Qwest Field      | 8 de janeiro - Qwest Field      | 8 de janeiro - Qwest Field      |                  | N1               | Philadelphia                     | 21                                      |                                  |                             |                             |                             |                                         |                                         |                                         |  |  |  |  |
|  | 5                               | St. Louis                       | 27                              | Super Bowl XXXIX | Super Bowl XXXIX | Super Bowl XXXIX                 |                                         |                                  |                             |                             |                             |                                         |                                         |                                         |  |  |  |  |
|  | 5                               | St. Louis                       | 27                              | Super Bowl XXXIX | Super Bowl XXXIX | Super Bowl XXXIX                 | 5                                       | St. Louis                        | 17                          |                             |                             |                                         |                                         |                                         |  |  |  |  |
|  | 4                               | Seattle                         | 20                              | Super Bowl XXXIX | Super Bowl XXXIX | Super Bowl XXXIX                 | 5                                       | St. Louis                        | 17                          |                             |                             | 23 de janeiro - Lincoln Financial Field | 23 de janeiro - Lincoln Financial Field | 23 de janeiro - Lincoln Financial Field |  |  |  |  |
|  | 4                               | Seattle                         | 20                              | Super Bowl XXXIX | Super Bowl XXXIX | Super Bowl XXXIX                 | 2                                       | Atlanta                          | 47                          |                             |                             | 23 de janeiro - Lincoln Financial Field | 23 de janeiro - Lincoln Financial Field | 23 de janeiro - Lincoln Financial Field |  |  |  |  |
|  |                                 |                                 |                                 |                  |                  |                                  | 2                                       | Atlanta                          | 47                          |                             |                             | 23 de janeiro - Lincoln Financial Field | 23 de janeiro - Lincoln Financial Field | 23 de janeiro - Lincoln Financial Field |  |  |  |  |
|  | NFC                             |                                 |                                 |                  |                  |                                  |                                         |                                  |                             |                             |                             | 23 de janeiro - Lincoln Financial Field | 23 de janeiro - Lincoln Financial Field | 23 de janeiro - Lincoln Financial Field |  |  |  |  |
|  | 9 de janeiro - Lambeau Field    | 9 de janeiro - Lambeau Field    | 9 de janeiro - Lambeau Field    | 2                | Atlanta          | 10                               |                                         |                                  |                             |                             |                             |                                         |                                         |                                         |  |  |  |  |
|  | 9 de janeiro - Lambeau Field    | 9 de janeiro - Lambeau Field    | 9 de janeiro - Lambeau Field    | 2                | Atlanta          | 10                               | 16 de janeiro - Lincoln Financial Field |                                  |                             |                             |                             |                                         |                                         |                                         |  |  |  |  |
|  | 9 de janeiro - Lambeau Field    | 9 de janeiro - Lambeau Field    | 9 de janeiro - Lambeau Field    |                  | 1                | Philadelphia                     | 27                                      |                                  |                             |                             |                             |                                         |                                         |                                         |  |  |  |  |
|  | 9 de janeiro - Lambeau Field    | 9 de janeiro - Lambeau Field    | 9 de janeiro - Lambeau Field    |                  | 1                | Philadelphia                     | 27                                      |                                  |                             |                             |                             |                                         |                                         |                                         |  |  |  |  |
|  | 6                               | Minnesota                       | 31                              | Campeão da NFC   | Campeão da NFC   | Campeão da NFC                   |                                         |                                  |                             |                             |                             |                                         |                                         |                                         |  |  |  |  |
|  | 6                               | Minnesota                       | 31                              | Campeão da NFC   | Campeão da NFC   | Campeão da NFC                   | 6                                       | Minnesota                        | 14                          |                             |                             |                                         |                                         |                                         |  |  |  |  |
|  | 3                               | Green Bay                       | 17                              | Campeão da NFC   | Campeão da NFC   | Campeão da NFC                   | 6                                       | Minnesota                        | 14                          |                             |                             |                                         |                                         |                                         |  |  |  |  |
|  | 3                               | Green Bay                       | 17                              | Campeão da NFC   | Campeão da NFC   | Campeão da NFC                   | 1                                       | Philadelphia                     | 27                          |                             |                             |                                         |                                         |                                         |  |  |  |  |
|  |                                 |                                 |                                 |                  |                  |                                  | 1                                       | Philadelphia                     | 27                          |                             |                             |                                         |                                         |                                         |  |  |  |  |

 * Indica vitória na prorrogação 

### AFC
- Jogos de Wild-Card: N.Y. Jets 20, SAN DIEGO 17 (OT) INDIANAPOLIS 49, Denver 24
- Playoffs de divisão: PITTSBURGH 20, N.Y. Jets 17 (OT); NEW ENGLAND 20, Indianapolis 3

- AFC Championship: NEW ENGLAND 41, Pittsburgh 27 no Heinz Field em Pittsburgh, Pensilvânia, 23 de janeiro de 2005

### NFC
- Jogos de Wild-Card: ST. LOUIS 27, Seattle 20; MINNESOTA 31, Green Bay 17
- Playoffs de divisão: ATLANTA 47, St. Louis 17; PHILADELPHIA 27, Minnesota 14
- NFC Championship: PHILADELPHIA 27, Atlanta 10 no Lincoln Financial Field em Filadélfia, Pensilvânia, 23 de janeiro de 2005

### Super Bowl
- Super Bowl XXXIX: NEW ENGLAND (AFC) 24, Philadelphia (NFC) 21 no ALLTEL Stadium em Jacksonville, Florida, 6 de fevereiro de 2005

## Marcas importantes
Os seguintes times e jogadores quebraram recordes da NFL durante esta temporada:
| Recorde                                                        | Jogador/Time                         | Data/Oponente                | Antigo recorde                           |
| -------------------------------------------------------------- | ------------------------------------ | ---------------------------- | ---------------------------------------- |
| Retorno de interceptação para TD mais longo                    | Ed Reed, Baltimore (106 jardas)      | 7 de novembro, em Cleveland  | Empatado com dois jogadores (103)        |
| Maior número de passes para Touchdown, Temporada               | Peyton Manning, Indianapolis (49)    | N/A                          | Dan Marino, Miami, 1984 (48)             |
| Maior Rating, Temporada                                        | Peyton Manning, Indianapolis (121.1) | N/A                          | Steve Young, San Francisco, 1994 (112.8) |
| Maior número de jardas retornadas de interceptações, Temporada | Ed Reed, Baltimore (358)             | N/A                          | Charlie McNeil, San Diego, 1961 (349)    |
| Maior número de First Downs por uma equipe, Temporada          | Kansas City (398)                    | N/A                          | Miami, 1994 (387)                        |
| Maior número de vitórias seguidas                              | New England                          | 24 de outubro, vs. N.Y. Jets | Chicago, 1933-34 (17)                    |
| Maior número de passes para touchdown de uma equipe, Temporada | Indianapolis (51)                    | N/A                          | Miami, 1984 (49)                         |

## Lideres em estatísticas na Temporada Regular

### Time
| Pontos marcados                 | Indianapolis Colts (522)     |
| Total de jardas                 | Kansas City Chiefs (6,695)   |
| Jardas terrestres               | Atlanta Falcons (2,672)      |
| Jardas aéreas                   | Indianapolis Colts (4,623)   |
| Menos pontos cedidos            | Pittsburgh Steelers (251)    |
| Menos jardas cedidas            | Pittsburgh Steelers (4,134)  |
| Menos jardas terrestres cedidas | Pittsburgh Steelers (1,299)  |
| Menos jardas aéreas cedidas     | Tampa Bay Buccaneers (2,579) |

### Individual
| Pontos                       | Adam Vinatieri, New England (141 pontos)              |
| Touchdowns                   | Shaun Alexander, Seattle (20 TDs)                     |
| Mais field goals feitos      | Adam Vinatieri, New England (31 FGs)                  |
| Jardas terrestres            | Curtis Martin, New York Jets (1,697 jardas)           |
| Rating                       | Peyton Manning, Indianapolis (121.1)                  |
| Passes para touchdown        | Peyton Manning, Indianapolis (49 TDs)                 |
| Recepções                    | Tony Gonzalez, Kansas City (102 recepções)            |
| Jardas recebidas             | Muhsin Muhammad, Carolina (1,405)                     |
| Jardas por retorno (Punt)    | Eddie Drummond, Detroit (13.2 jardas de média)        |
| Jardas por retorno (Kickoff) | Willie Ponder, New York Giants (26.9 jardas de média) |
| Interceptações               | Ed Reed, Baltimore (9)                                |
| Jardas por Punt              | Shane Lechler, Oakland (46.7 jardas de média)         |
| Sacks                        | Dwight Freeney, Indianapolis (16)                     |

## Prêmios
| Jogador Mais Valioso                                             | Peyton Manning, Quarterback, Indianapolis   |
| NFL Coach of the Year (Treinador do Ano)                         | Marty Schottenheimer, San Diego             |
| NFL Offensive Player of the Year                                 | Peyton Manning, Quarterback, Indianapolis   |
| NFL Defensive Player of the Year (Jogador Defensivo do Ano)      | Ed Reed, Safety, Baltimore                  |
| NFL Offensive Rookie of the Year (Novato Ofensivo do Ano)        | Ben Roethlisberger, Quarterback, Pittsburgh |
| NFL Defensive Rookie of the Year Award (Novato Defensivo do Ano) | Jonathan Vilma, Linebacker, New York Jets   |
| NFL Comeback Player of the Year                                  | Drew Brees, Quarterback, San Diego          |